# (58931) Palmys
(58931) Palmys, désignation internationale (58931) Palmys, est un astéroïde troyen jovien.

## Description
(58931) Palmys est un astéroïde troyen jovien, camp troyen, c'est-à-dire situé au point de Lagrange L5 du système Soleil-Jupiter. Il présente une orbite caractérisée par un demi-grand axe de 5,272 UA, une excentricité de 0,098 et une inclinaison de 16,4° par rapport à l'écliptique.
Il est nommé en référence au personnage de la mythologie grecque Palmys, acteur du conflit légendaire de la guerre de Troie.

## Compléments